# Exogone verugera
Exogone verugera är en ringmaskart som först beskrevs av Jean Louis René Antoine Édouard Claparède 1868.  Exogone verugera ingår i släktet Exogone och familjen Syllidae. Arten är reproducerande i Sverige.

## Underarter
Arten delas in i följande underarter:
- E. v. profunda
- E. v. africana